# Абубакиров, Бектас Абубакирович
Бекта́с Абубаки́рович Абубаки́ров (род. 12 декабря 1972, Томар — 2 февраля 2001, Караганда) — советский и казахстанский боксёр, представитель легчайшей и наилегчайшей весовых категорий, мастер спорта международного класса Республики Казахстан. Выступал за сборные СССР и Казахстана по боксу в 1990-х годах, чемпион Азии, победитель и призёр турниров международного значения, участник летних Олимпийских игр в Атланте.

## Биография
Бектас Абубакиров родился 12 декабря 1972 года в селе Томар Карагандинской области Казахской ССР. Происходит из подрода дуйсенбай рода каракесек племени аргын. Проходил подготовку под руководством тренера Галима Кенжебаева.
Первого серьёзного успеха в боксе добился в сезоне 1991 года, когда в зачёте первой наилегчайшей весовой категории выиграл серебряную медаль на чемпионате СССР в Казани — в решающем финальном поединке по очкам уступил Ншану Мунчяну.
В 1992 году в наилегчайшем весе стал серебряным призёром первого и единственного в своём роде чемпионата СНГ по боксу, где в финале был побеждён соотечественником Болатом Темировым.
После распада Советского Союза выступал за национальную сборную Казахстана. Так, в 1993 году боксировал на чемпионате мира в Тампере, проиграв в 1/8 финала кубинцу Вальдемару Фонту.
В 1994 году боксировал на Кубке мира в Бангкоке и на Азиатских играх в Хиросиме.
На чемпионате Азии 1995 года в Ташкенте в легчайшем весе победил всех соперников по турнирной сетке и завоевал тем самым золотую медаль.
В 1996 году получил бронзу на Кубке химии в Галле и благодаря череде удачных выступлений удостоился права защищать честь страны на летних Олимпийских играх в Атланте — в первом же бою категории до 54 кг со счётом 4:10 потерпел поражение от представителя Франции Рашида Буаита и сразу же выбыл из борьбы за медали.
В общей сложности провёл в любительском олимпийском боксе 225 боёв, из них 202 выиграл. За выдающиеся спортивные достижения удостоен почётного звания «Мастер спорта Республики Казахстан международного класса».
Завершив спортивную карьеру в 1998 году, занимался бизнесом.
Погиб 2 февраля 2001 года в перестрелке в баре-ресторане «Офсайд» в центре Караганды.